# Grab (Lučani)
Grab (Servisch: Граб) is een plaats in de Servische gemeente Lučani. De plaats telt 315 inwoners (2002).